# Инфекција мокраћних путева
Инфекција мокраћних путева (ИМП) је једна од најучесталијих инфективних болести, првенствено изазвана бактеријама, која погађа део или целокупни систем мокраћних путева (МП). О њеној учесталости најбоље говори податак да се само у Америци због ИМП лекару јави 7 милиона људи годишње, од тога 2 милиона због инфекције мокраћне бешике. Најчешћи узрочници ИМП су цревне бактерије; међу којима доминира Ешерихија коли, као узрочник и до 90% некомпликованих ИМП.
ИМП могу бити притајене (асимптоматска бактериурија) или се појавити у виду симптома ограничених на доњи део мокраћних путева (најчешће у пределу мокраћне бешике) или као озбиљно обољење са повишеном температуром и болом у слабинском пределу када се претпоставља, али не увек и докаже, акутна инфекција бубрега (акутни пијелонефритис). Ретко се ИМП јавља и као локална септичка реакција или као смртоносни септички шок, због ендотоксемије, које готово увек прате поремећаји у имунском систему или хроничне болести(имуносупресија, шећерна болест...).
После пијелонефритиса (запаљења бубрежног паренхима), који може бити проузрокован бактериемијом (инфекцијом која се преноси крвљу), са других локација у телу, обично следи даље ширење инфекције мокраћом и на доње мокраћне путеве. Хроничне инфекције мокраћних путева микроорганизмима (Протеус или Псеудомонас), које поседују уреазу (ензим који разлаже уреју), могу да погодују стварању камена у мокраћним путевима (калкулуса), као што су струвит (магнезијум-амонијум фосфат) или карбонат-апатита. Инфекције мокраћних путева након уролошких интервенција или операција, а посебно дуготрајно лечење антибиотицима, такође ствара услове за формирање тзв инфекцијских калкулуса у мокраћним путевима.
Инфекције мокраћних путева чешће се јављају код жена него код мушкараца, при чему половина жена има инфекцију бар једном у животу, са честим рецидивима (понављањем). Код жена, инфекције мокраћних путева су најчешћи облик бактеријске инфекције, са инциденцом од 10% годишње. Већ учесталост ИМП код жена највероватније је узрокована специфичном анатомском грађом женских мокраћних путева, сексуалним односом наследним факторима и старошћу. Акутне некомпликоване инфекције мокраћних путева углавном се јављају код жена старијих од 18 година са нормалним мокраћним системом и нормалном функцијом бубрега, а ретко код мушкараца млађих од 50 година.
Међутим и микроорганизми попут бактерија, вируси или гљивице могу бити узрочници ИМП. Дијагноза код веома младих жена се може установити само на основу симптома. Код оних са нејасним симптомима, дијагноза може бити тешка јер бактерије могу бити присутне и без знакова инфекције. У компликованим случајевима или када је терапија неуспешна од посебног значаја у дијагностици и лечењу може бити од користи уринокултура. Ако се лекови примењују уз познавање резистенције локалних сојева нпр Ешерихије коли успешност лечења је велика а трошкови лечења мањи. Код оних са честим инфекцијама, примена ниских доза антибиотика се може узети као превентивна мера.
У некомпликованим случајевима, ИМП се лако могу лечити краћом терапијом антибиотицима према уринокултури и биограму, мада све већа резистентност бактерија на многе антибиотике (као што је то нпр инфекција МРСОМ) значајно отежава лечење ове болести. У компликованијим случајевима, неопходна је дужа терапија или интравенска примена антибиотика.

## Историјат
Инфекције мокраћних путева описивана је још од древних времена. Први писани документ са описом ИМП срећемо у Еберовом папирусу који потиче приближно из 1550. п. н. е. Египћани су ИМП описивали као „слање ватре из бешике“.
До ефикасног лечења ИМП дошло се тек са развојем и широком применом сулфонамида и антибиотика 1930-их, а до тада се у лечењу користило лековито биље, пуштање крви и хигијенско дијететски начин живота.

## Епидемиологија
Само у Сједињеним Америчким Државама, због ИМП обави се; седам милиона посета лекару, милион посета одељењима хитне помоћи, и сто хиљада болничких лечења сваке године. Трошкови ове инфекције су значајни како у погледу изгубљеног времена на раду тако и због трошкова медицинске неге. Тако се у Сједињеним Државама директни трошкови лечења ИМП процењују на 1,6 милијарди долара годишње.
ИМП су најчешћи узрок болничких инфекција што објашњава просек од 40%.
Полне разлика
Инфекције мокраћних путева су најчешће бактеријске инфекције код жена. Наајчешће су код жена старости од 16 до 35 година, при чему 10% жена добија инфекцију годишње а 60% имају бар једном инфекцију некада у животу. Инфекција се често враћа, при чему готово половина људи има другу инфекцију у току године. ИМП се јављају четири пута чешће код жена него код мушкараца.
Старост
Стопа асимптоматских бактерија у урину се повећава са узрастом, од два до седам процената код жена у репродуктивном периоду до чак 50% код старијих жена у старачким домовима. Стопа асимптоматских бактерија у урину је међу мушкарцима старијим од 75 година 7-10%. ИМП се могу јавити код 10% деце у раном детињству. Међу децом ИМП су најчешће код необрезаних дечака млађих од три месеца, за којима следе девојчице млађе од годину дана. Међутим, процена учесталости код деце умногоме варира. У групи деце са грозницом, у распону од рођења до две године, 2% до 20% деце је са дијагнозом ИМП.

## Етиологија
Етиолошки гледано, цревни микроорганизми најчешће изазивају ИМП. Међу њима најбројније су бактерије из групе грам негативних бактерија у које спада и E. коли која је најзначајнија са 80–85% случајева инфекција мокраћних путева. Други, по учесталости је патоген који се може јавити у мокраћним путевима код младих жена је сапрофитни стафилокок (јавља се у 5–10% случајева). Инфекција овим узрочником доминантно настаје у летњим месецима и готово искључиво је повезан са сексуалним активностима.
У друге бактеријске узрочнике ИМП спадају:Клебсијела, Протеус, Псеудомонас, и Ентеробактер. Оне нису честе и обично се доводе у везу са абнормалностима мокраћних путева или применом мокраћних катетера. Инфекције мокраћних путева проузроковане Стафилококус ауреусом обично се јављају као секундарна инфекција код крвно преносивих болести.
Не мање значајна група изазивача ИМП су фестидиозни микроорганизми, чија се колонизација МП карактерише постојањем симптома са стерилном стандардним уринокултурама, што је и даље питање многих контроверзи. Међу овим микроорганизмима најзначајнији су лактобацилус, коринебактеријум, гарданела, хламидија и уреаплазма.
ИМП ретко могу проузроковати вируси или инфекције гљивицама.
Истраживања показују да, постоји разлика између патогена који инфицирају претходно здраву особу у односу на оне са предиспонирајућим стањима (старије особе, особе са супресијом имунског система), као и особе заражене ширим спектром микроорганизама, укључујући ту и болничке инфекције.
| Изазивачи ИМП          | Без предиспозиције | Са предиспозицијом |
| ---------------------- | ------------------ | ------------------ |
| Ешерихија коли         | 75%                | 55%                |
| Протеус мирабилис      | 10%                | 13,5%              |
| Клебсијела             | 4%                 | 17%                |
| Ентерокок              | 6%                 | 4%                 |
| Сапрофитни стафилокок  | 5%                 | 3%                 |
| Псеудомонас аеругиноза | 4%                 | 5%                 |

### Фактори ризика

#### Бактеријска вируленција
Само неки сојеви Ешерихије коли су вирулентни за мокраћне путева. У основи инфекције лежи процес адхезије (лепљења) бактерија на ћелије, јер ови сојеви микроорганизама поседују читаву серију специфичних фимбри, које се класификују у зависности од уротелијалног ћелијског рецептора. По структури то су гликосфинголипиди.
Специфични адхезини или протеини врха фимбрије (тип протеин) одређују јачину и место инвазије. Тако напр. од три класе Г-типа протеина, класа 3 је карактеристична за појаву циститиса пре него пијелонефритиса.
Болесници подложни развоју ИМП имају повећано присуство П фимдиабетесбријалне Ешерихије у дебелом цреву, перинеуму или препуцијуму. Адхезија ових бактерија, праћена пролиферацијом, инвазијом и иницијацијом запаљенском реакцијом, започиње продукцијом цитокина, што има за последицу нарушавање протективног слоја гликопротеина, који препокрива уроепител, и доводи до колонизације микроорганизама.
Компликована ИМП, са више сојева микроорганизама, је тежа за лечење и обично захтева агресивнију процену, честу промену терапије и дуготрајно праћење.

#### Полне и сексуалне разлике
Жене су подложније ИМП од мушкараца зато што је, код жена, уретра много краћа и ближа чмару. Будући да се ниво естрогена код жене смањује у менопаузом, учесталост инфекције мокраћних путeва у позном животном добу повећава се због губитка заштитне функције вагиналне флоре, смањења продукције мукуса, атрофије епитела и фиброзе. Уједно, смањује се и присуство протективних сапрофита (лактобацила) што потпомажући колонизацију патогена.
Код младих сексуално активних жена, ИМП повезана је са учесталошћу сексуалних односа. Сексуална активност је узрок 75 до 90% инфекција мокраћне бешике, при чему је ризик већи уколико су сексуални односи чешћи. ИМП код младих жена најчешћа је у летњим месецима, изазвана је сапрофитним стафилококом и готово искључиво је повезана са сексуалним активностима. Термин „циститис меденог месеца“ се примењује за појаву честих ИМП почетком брака. У постменопаузи жене, сексуална активност не утиче значајно на ризик за појаву ИМП. Употреба спермицида, независно од учесталости сексуалних односа, повећава ризик од ИМП.
Код необрезаних млађих мушкараца, ИМП може настати због накупљања патогена у препуцијалној врећи, превасходно протеуса, као могућег извора асцендентне инфекције.

#### Болничке инфекције
Инфекција мокраћних путева сматраће се болничком, ако је настала у болници и постала евидентна 48 часова (типичан инкубациони период за већину бактеријских болничких инфекција) после пријема болесника у болницу, или касније, или је повезана са хируршком интервенцијом на мокраћним путевима, а испољи се у току 30 дана после хируршке интервенције. Предиспонирајући фактори за појаву болничких инфекција су: пласирање мокраћног катетера, увођење уролошких инструмената у мокраћне путеве (у циљу дијагностике или интервенције), хируршке интервенције, злоупотреба антибиотика, хроничне бубрежне болести, трансплантација бубрега.
Код око 20% болнички лечених пацијената бива пласиран мокраћни катетер. При томе ће само код 30% пласираних катетера на свом месту остати мање од 24 сата. У осталим случајевима катетери остају и по више дана, и развијају у 3-10% случајева по болесничком дану инфекцију мокраћних путева, која је универзална након 30 дана. За разлику групе болесника са пласираним катетером, свега 1% пацијената којима није пласиран катетер стиче бактериурију у току болничког лечења. Најзначајни фактор у развоју ове инфекције је појава биофилма на површини катетера који поспешује инфекцију, антибиотску резистенцију и инкрустацију. Ризик од болничких инфекција се може умањити применом катетеризације само када је то неопходно, коришћењем асептичке технике за постављање катетера, и одржавање несметане затворене дренаже катетера.

#### Камен у мокраћним путевима
Камење (калкулуси) у мокраћним путевима понашају се као и сва друга страна тела, која предиспонирају развој инфекције опструкцијом и стазом (застојем) у протоку мокраће. Такође, мокраћни камен је и идеална средина за колонизацију и развој бактерија (фокус реинфекције).
Такође треба имати у виду да и сам настанак калкули може бити изазван инфекцијом специфичним микроорганизмима који луче ензим уреазу, која хидролизом претвара уреу из мокраће у амонијум са токсичним ефектом на околно ткиво. Алкалинизација мокраће инхибира фагоцитозу и супримира локални имунитет. У присуству амонијума и високог рН започиње стварање каменаца са калцијум магнезијум и амонијум фосфатима. Готово је сигурно да иста бактерија узрокује продукцију органског гликопротеинског матрикса специфичног за настанак трипл фосфата.

#### Остало
Компликујући фактори су прилично нејасни када су у питању ИМП и укључују предиспонирајуће анатомске, функционалне, или метаболичке абнормалности. У групу тих фактора углавном се убрајају:
- шећерна болест,[11]
- необрезаност,
- увећана простата. У старијем животном добу, са појавом опструкције изазване хиперплазијом простате, Перзистентни резидуални урин предиспонира развој ИМП.[16]
- опструкција мокраћних путева. Опструкција потпомаже развоју инфекције путем застоја у излучивању мокраће. Ово не мора увек бити механизам развоја инфекције што се може догодити код младих мушкараца са идиопатском опструкцијом врата мокраћне бешике или уринарном дисфункцијом, који не морају обавезно имати и резидуалну мокраћу. Могући пут настанка инфекције код њих представља ретроградни ток мокраће у простатичне дуктусе, као места ре-инфекције.
- предиспозиција за инфекцију бешике која може бити и наследна.
- анатомско функционалне аномалије мокраћних путева. Код деце ИМТ повезане су са везико-уретралним рефлуксом (абнормално кретање мокраће из бешике у мокраћоводе или бубреге) и затвор.[14]
- Повреде. Особе са повредом кичмене мождине имају већи ризик од инфекције уринарног тракта једним делом због хроничне употребе катетера, а другим делом због дисфункције при мокрењу.[22] То је најчешћи узрок инфекције у овој популацији, као и најчешћи узрок хоспитализације.[22]

## Патогенеза
Бактерије које проузрокују инфекције уринарног тракта обично улазе у бешику кроз уретру. Међутим, до инфекције може доћи и преко крви или лимфе. Верује се да се бактерије обично преносе у уретру из црева, при чему жене су склоне већем ризику због своје анатомије. По уласку у бешику, E. коли може да се причврсти за зид бешике и да образује биофилм који је отпоран на имунолошки одговор тела.

## Клиничка слика
Инфекција доњег дела уринарног тракта се такође назива и инфекција бешике. Најчешћи симптоми су пецкање приликом мокрења и потреба за честим мокрењем (нагон за мокрење) у одсуству вагиналног секрета и значајног бола. Ови симптоми могу да варирају од благих до јаких и код здравих жена трају у просеку шест дана. Бол изнад пубичне кости или у доњем делу леђа може бити присутан. Људи који имају инфекцију горњег дела уринарног тракта, или пијелонефритис, могу имати бол у слабинама, грозницу, или мучнину и повраћање поред класичних симптома инфекције доњег дела уринарног тракта. Урин ретко може изгледати крваво или садржати видљиву пиурију (гној у урину).

### Код деце
Код млађе деце, једини симптом инфекције уринарног тракта (ИУТ) може бити грозница. Због недостатка очигледнијих симптома, када се код девојчица млађих од две године или необрезаних дечака млађих од годину дана јави грозница, многа медицинска удружења препоручују да се уради уринокултура. Одојчад може слабије да једе, повраћа, више спава, или да покаже знаке жутице. Код старије деце, може доћи до новог јављања уринарне инконтиненције (невољног истицања урина).

### Код старијих особа
Симптоми инфекције уринарног тракта често недостају у старијих. Могу се нејасно испољити само инконтиненција, промена менталног стања или мучнина, као једини симптоми. Док се код неких случајева као први симптом утврђује здравственим радником сепса, инфекција крви. Дијагнозу може закомпликовати чињеница да многи старији људи већ имају инконтиненцију или деменцију.

## Терапија
За оне код којих се инфекције понављају, делотворна је продужена свакодневна терапија антибиотицима. У лекове који се често користе спадају нитрофурантоин и триметоприм/сулфаметоксазол. Метенамин је друго средство које се често користи у ову сврху, будући да у бешици где је слаба киселост, производи формалдехид на који се не развија отпорност. У случајевима где су инфекције повезане са полним односима, узимање антибиотика након истих може бити корисно. Код постменопаузалних жена, констатовано је да локални вагинални естроген смањује рецидив инфекције. За разлику од локалних крема, употреба вагиналног естрогена у виду чепића се није показала корисном тако као ниске дозе антибиотика. По подацима из 2011. ради се на развоју једног броја вакцина.

### Код деце
Доказ да превентивни антибиотици смањују инфекције уринарног тракта код деце је слаб. Међутим, рецидив инфекција УТ је ретко узрочник даљих бубрежних проблема ако нема фундаменталних абнормалности бубрега, што доводи до мање од трећине процента (0,33%) хроничног обољења бубрега код одраслих.

## Дијагноза
Дијагноза ИМП поставља се на основу; историје болести (анамнезе), клиничке слике и дијагностичких тестова.

### Историја болести
1. У анамнеза у акутној некомпликованој инфекције мокраћних путева болесник наводи:
- Код некомпликоване инфекције доњих мокраћних путева; дизурију и учестало мокрење, уз искључивање вагинитиса, што са сигурношћу од 80% иду у прилог ИМП.
- Код некомпликованих инфекција горњих мокраћних путева

### Клиничка слика
1. Клиничка слика у некомпликованим инфекцијама доњих мокраћних путева карактерише се:
- Уретритисом, који означава запаљење уретре са карактеристичним клиничким знацима; дизурије, појавом гнојног или слузавог исцедка из уретре. Уретритис се класификује у две велике групе: гонококни и негонококни уретритис (НГУ). Узрочници НГУ су најчешће; хламидија (Chlamydia trachomatis), хумана микоплазма (Mycoplasma hominis) и уроплазма (Ureaplasma urealyticum). Ређе се јављају трихомонас (Trichomonas vaginalis), кандидијаза (Candida albicans) и херпес.

simplex.
- Циститис. Најчешћи симптоми код пацијената са циститисом су учестало и болно мокрење мање количине мокраће, осећај неиспражњености мокраћне бешике, супрапубини бол. Макроскопски: урин је замућен, непријатног мириса а макрохематурија је присутна у око 30% случајева.
- Дизуријучни синдром. Јавља се код 30% жена које имају симптоме дизурије и учесталог мокрења а стерилну уринокултуру или незначајан број бактерија у мокраћи. Уколико је уринокултура стерилна, потребно је трагати за сексуално преносним инфекцијама (СПИ) (Трихомонас, гонореју и херпес симплекс).

У лакшим случајевима дијагноза се може поставити и терапија дати на основу симптома без даљег лабораторијског потврђивања. У компликованим или дискутабилним случајевима, може бити корисно да се дијагноза потврди путем анализе урина, којом се тражи присуство нитрита у урину, белих крвних зрнаца (леукоцита), или леукоцитне естеразе. Другим испитивањем, микроскопирањем урина, тражи се присуство црвених крвних зрнаца, белих крвних зрнаца, или бактерија. култура урина се сматра позитивном ако је број бактеријских колонија већи или једнак 103 јединица за формирање колоније по mL карактеристичног организма уринарног тракта. Такође, помоћу ових култура се може испитати осетљивост на антибиотике, што их чини корисним приликом избора антибиотске терапије. Међутим, антибиотска терапија може помоћи и женама које имају негативне културе. Будући да код старијих особа симптоми могу бити нејасни, тешко је поставити дијагнозу без поузданог испитивања.

### Класификација
Инфекција уринарног тракта може захватити само доњи део уринарног тракт, када је позната као инфекција бешике. Алтернативно, може захватити горњи део уринарни тракт, када је позната као пијелонефритис. Ако урин садржи значајну количину бактерије али нема симптома, стање је познато као асимптоматска бактериурија. Ако инфекција уринарног тракта захвата горњи део тракта, и особа има шећерну болест, трудна је, мушкарац је, или је имунокомпромитована, сматра се компликованом. У супротном, ако је жена здрава и у пременопаузи сматра се некомпликованом. Код деце са инфекцијом уринарног тракта која је повезана са грозницом, се сматра је то инфекција горњег уринарног тракта.

### Код деце
Да би се поставила дијагноза инфекције уринарног тракта код деце, обавезна је позитивна уринокултура. Контаминација поставља често изазов у зависности од метода за прикупљање узорка, стога се граница 105 CFU/mL користи за „чисто“ узимање узорка средњег млаза, 104 CFU/mL користи за узорке прикупљене катетером, и 102 CFU/mL користи за супрапубичну аспирацију (узорак се узима директно из бешике иглом). Светска здравствена организација обесхрабрује коришћење „кесица за урин“ за прикупљање узорака због високе стопе контаминације, те је катетеризација преферирана метода код деце која нису научила да користе ношу. Неки, као што је Америчка академија за педијатрију препоручују ренални ултразвук и цистоуретрограм мокрења (посматрање уретре и бешике док особа мокри рендгенским зрацима у стварном времену) код деце млађе од две године која су имала инфекцију уринарног тракта. Међутим, због тога што не постоји ефикасно лечење ако се пронађу проблеми, други као што је Национални институт за клиничку изузетност препоручују само рутинско снимање код деце млађе од шест месеци или оне која имају неуобичајене налазе.

### Диференцијална дијагноза
Код жена са цервицитисом (запаљењем грлића материце) или вагинитисом (запаљењем вагине) и код млађих мушкараца са симптомима ИУТ, узрочник може бити инфекција Хламидијом трахоматис или Најсерија гонореје. Вагинитис такође може бити проузрокован гљивичном инфекцијом. Интерстицијални циститис (хронични бол у бешици) се може разматрати код људи који доживљавају вишеструке епизоде са симптомима ИУТ при чему уринокултура остаје негативна и не поправља се антибиотицима. Простатитис (запаљење простате) се може узети у обзир у диференцијалној дијагнози.

## Терапија
Главни ток лечења је антибиотицима. Феназопиридин се повремено прописује током првих неколико дана уз антибиотике да помогне код пецкања и нагона који се понекад осећа током инфекције бешике. Међутим, не препоручује се рутински због сигурносних разлога везаних за његову употребу, нарочито због повишеног ризика за метемоглобинемију (виши ниво од нормалног метемоглобина у крви). Ацетаминофен (парацетамол) се може користити за грозницу.
Жене са рекурентним једноставним ИУТ могу имати користи од самолечења, по појави симптома, са медицинским праћењем, само ако иницијална терапија није успешна. Рецепт за антибиотике се може предати апотекару телефоном.

### Некомпликована инфекција
Некомпликоване инфекције се могу дијагностиковати и лечити само на основу симптома. Орални антибиотици као што су триметоприм/сулфаметоксазол (TMP/SMX), цефалоспорини, нитрофурантоин, или флуорокинолон знатно скраћују време оздрављења при чему су сви подједнако ефикасни. Тродневно лечење триметопримом, TMP/SMX, или флуорокинолоном је обично довољно, док нитрофурантоин захтева 5–7 дана. Уз терапију, симптоми треба да се поправе у току 36 сати. Око 50% људи ће оздравити без терапије за неколико дана или недеља. Америчко друштво за инфективне болести не препоручује флуорокинолон као прву терапију због забринутости да ће се створити резистентност на ову групу лекова. Упркос овој предострожности, резистентност се донекле развила на све ове лекове због њихове широке употребе. Сам триметоприн се сматра еквивалентом TMP/SMX у неким земљама. Код једноставних ИУТ, деца често реагују на тродневну терапију антибиотицима.

### Пијелонефритис
Пијелонефритис се лечи агресивније од једноставне инфекције бешике, или дужом употребом оралних антибиотика или интравенским антибиотицима. Седмодневно орално узимање флуорокинолона ципрофлоксацина се обично користи у областима где је стопа резистентности мања од 10%.Ако су стопе локалне резистентности веће од 10%, често се прописује доза интравенског цетриаксона. Код оних, који испољавају озбиљније симптоме, може бити потребан пријем у болницу ради терапије антибиотицима. Компликације као што су уринарна опструкција, због камена у бубрегу, се може размотрити ако се симптоми не поправе за два до три дана коришћења терапије.

## ИМП у трудноћи
Инфекције уринарног тракта су разлог за већу забринутост у трудноћи због повећаног ризика за бубрежне инфекције. Током трудноће, повишен ниво прогестерона повећава ризик за смањен мишићни тонус уретера и бубрега, што доводи до веће вероватноће за рефлукс, при чему се урин враћа кроз уретере до бубрега.  Иако труднице немају повећан ризик за асимптоматску бактериурију, ако је бактериурија присутна имају ризик од 25-40% за бубрежну инфекцију. Тако ако испитивање урина покаже знаке инфекције – чак и без симптома – препоручује се терапија.Цефалексин или нитрофурантоин се обично користе јер се углавном сматрају безбедним у трудноћи. Бубрежна инфекција током трудноће може довести до превременог порођаја или прееклампсије (стања повишеног крвног притиска а бубрежна дисфункција током трудноће може довести до конвулзија).

## Превенција
Бројне мере које нису потврђене да утичу на учесталост ИУТ укључују: употребу контрацептивних пилула или кондома, мокрење одмах након полног односа, врста доњег веша који се користи, методе личне хигијене које се користе након мокрења или велике нужде, или да ли се особа обично купа или тушира. Слично, нема доказа у вези са задржавањем мокраће, коришћењем тампона, и иригатора.
Онима са честим инфекцијама уринарног тракта који користе спермицид или дијафрагму као контрацептивну методу, саветује се да користе алтернативне методе. (Сок или капсуле) од бруснице могу да смање учесталост код оних са честим инфекцијама, али дугорочна толеранција је питање везано за гастроинтестиналне проблеме који се јављају код више од 30%. Употреба два пута дневно може бити далеко делотворнија него употреба једном дневно. По подацима до 2011. године, интравагинални пробиотици захтевају даље изучавање да би се утврдило да ли су корисни. Употреба кондома без спермицида или коришћење контрацептивних пилула, не повећавају ризик за некомпликовану инфекцију уринарног тракта.